# الحضر (ذمار)
الحضر هي إحدى قرى الجمهورية اليمنية. وهي تتبع جغرافيًا لمحافظة ذمار. وإداريًا لمديرية جبل الشرق. يبلغ تعداد سكانها 1227 نسمة حسب الإحصاء الذي أجري عام 2004.